# Albert Riemenschneider
Charles Albert Riemenschneider (* 31. August 1878 in Berea, Ohio; † 20. Juli 1950 in Akron, Ohio) war ein US-amerikanischer Musikpädagoge und Bachforscher.
Der Sohn Karl H. Riemenschneiders, eines deutschen Auswanderers, der Professor für Alte Sprachen am German Wallace College (später Baldwin-Wallace College) war, erhielt seine erste musikalische Ausbildung von seinem Vater. 1897 wurde er Leiter des Musikdepartments dieses Colleges und unterrichtete Klavier, Orgel und Musiktheorie.
1902 studierte er in Wien Klavier und Komposition, auf weiteren Europareisen in Paris Orgel bei Alexandre Guilmant und Charles-Marie Widor. Zur gleichen Zeit begann er auch, seltene Ausgaben von Bach-Werken zu sammeln.
1913 entstand aus dem German Wallace College und der Baldwin University das Baldwin-Wallace College, und aus dem Musikdepartment wurde ein Konservatorium, dessen Leitung Riemenschneider bis 1947 innehatte. Ab 1927 bot er in den Sommermonaten Meisterkurse im Orgelspiel an, wobei er seinen Schülern eine Möglichkeit bot, bei Marcel Dupré in Paris unterricht zu nehmen. 1933 begründete er das Annual Baldwin-Wallace College Bach Festival. Im Mittelpunkt dieser Festivals stand stets im Wechsel eines der vier großen Chorwerke Johann Sebastian Bachs: die Johannes-Passion, die Matthäus-Passion, das Weihnachtsoratorium und die h-Moll-Messe.
Riemenschneider veröffentlichte zwei Sammlungen mit Orgelwerken Bachs, The Liturgical Year und Liturgy for Organ sowie 371 Harmonized Chorales and 69 Chorale Melodies with Figured Bass by Johann Sebastian Bach. Daneben betrieb Riemenschneider eine Klavierschule in Cleveland und war dort Organist an der Euclid Avenue Baptist Church. Er war Mitglied der Music Teacher's National Association und der National Association of Schools of Music. Die Sherwood School of Music in Chicago zeichnete ihn mit einem Ehrendoktortitel aus. Seine Sammlung von Bachdrucken wurde nach seinem Tod der Grundstock der Bach Memorial Library des Riemenschneider Bach Institute.